# العلاقات الصومالية الغابونية
العلاقات الصومالية الغابونية هي العلاقات الثنائية التي تجمع بين الصومال والغابون.

## مقارنة بين البلدين
هذه مقارنة عامة ومرجعية للدولتين:
| وجه المقارنة                                              | الصومال                        | الغابون                        |
| --------------------------------------------------------- | ------------------------------ | ------------------------------ |
| المساحة (كم2)                                             | 637.66 ألف                     | 267.67 ألف                     |
| عدد السكان (نسمة)                                         | 14.74 مليون                    | 2.03 مليون                     |
| الكثافة السكانية (ن./كم²)                                 | 23.12                          | 7.58                           |
| العاصمة                                                   | مقديشو                         | ليبرفيل                        |
| اللغة الرسمية                                             | اللغة الصومالية، اللغة العربية | لغة فرنسية                     |
| العملة                                                    | شلن صومالي                     | فرنك وسط أفريقي                |
| الناتج المحلي الإجمالي (بليون دولار)                      | 7.37 مليار                     | 14.62 مليار                    |
| الناتج المحلي الإجمالي (تعادل القوة الشرائية) بليون دولار |                                | 34.65 مليار                    |
| الناتج المحلي الإجمالي الاسمي للفرد دولار أمريكي          | 549                            | 8.27 ألف                       |
| الناتج المحلي الإجمالي للفرد دولار أمريكي                 |                                | 19.43 ألف                      |
| مؤشر التنمية البشرية                                      |                                | 0.684                          |
| رمز المكالمات الدولي                                      | +252                           | +241                           |
| رمز الإنترنت                                              | .so                            | .ga                            |
| المنطقة الزمنية                                           | ت ع م+03:00                    | ت ع م+01:00، توقيت غرب أفريقيا |

## منظمات دولية مشتركة
يشترك البلدان في عضوية مجموعة من المنظمات الدولية، منها:
| علم المنظمة | اسم المنظمة                                 | تاريخ انضمام الصومال | تاريخ انضمام الغابون |
| ----------- | ------------------------------------------- | -------------------- | -------------------- |
|             | يونسكو                                      | 15 نوفمبر 1960       | 16 نوفمبر 1960       |
|             | الفريق المعني برصد الأرض                    | ?                    | ?                    |
|             | مؤسسة التمويل الدولية                       | 31 أغسطس 1962        | 20 أكتوبر 1970       |
|             | منظمة التعاون الإسلامي                      | ?                    | ?                    |
|             | المركز الدولي لتسوية المنازعات الاستشارية   | 30 مارس 1968         | 14 أكتوبر 1966       |
|             | منظمة حظر الأسلحة الكيميائية                | ?                    | ?                    |
|             | مؤسسة التنمية الدولية                       | 31 أغسطس 1962        | 4 نوفمبر 1963        |
|             | الاتحاد الأفريقي                            | ?                    | ?                    |
|             | الاتحاد البريدي العالمي                     | ?                    | ?                    |
|             | الاتحاد الدولي للاتصالات                    | 28 سبتمبر 1962       | 28 ديسمبر 1960       |
|             | منظمة الشرطة الجنائية الدولية               | ?                    | ?                    |
|             | الأمم المتحدة                               | 20 سبتمبر 1960       | 20 سبتمبر 1960       |
|             | البنك الدولي للإنشاء والتعمير               | 31 أغسطس 1962        | 10 سبتمبر 1963       |
|             | مجموعة دول أفريقيا والكاريبي والمحيط الهادئ | ?                    | ?                    |
|             | البنك الإفريقي للتنمية                      | ?                    | ?                    |

## وصلات خارجية
- موقع وزارة الخارجية الصومالية